# Талха
Талха (правопис за арабски по Американската система BGN Talha) е село в Чад, регион Борку-Енеди-Тибести, близо до границата с Либия (т. нар. „линия Аозу“). Селото е познато и под имената Тюлайха или Тулайха. Това е едно от най-малките и най-сухите населени места в страната. Населението води полуномадски начин на живот.
- Статистика за Талха

| Портал | Портал „Африка“ съдържа още много статии, свързани с Африка. Можете да се включите към Уикипроект „Африка“. |